# Лата (синдром)
Лата (малайск. lata — боящийся щекотки, щекотливый) — психопатологический синдром, встречающийся главным образом среди жителей Юго-Восточной Азии, причиной которого является испытанное человеком сильное стрессовое состояние. Пациент в состоянии лата может кричать, ругаться, совершать неконтролируемые танцевальные движения и непроизвольно смеяться, а также имитировать слова и действия окружающих людей. Соматическая симптоматика включает повышенное сердцебиение и обильное потоотделение, но физиологическая причина подобного на данный момент не обнаружена.
Лата считается культурно-специфическим расстройством, возникающим в результате испуга, исторически рассматривалось как проявление особенностей личности, а не болезнь. Подобные недуги наблюдались в других обществах и местностях. Например, существует так называемый синдром прыгающего француза из штата Мэн, икотница сельских жительниц Пинежского района и описанное Токарским у сибиряков мерячение, тем не менее, нозологическая связь между этими синдромами рядом авторов оспаривается. В МКБ-10 кодируется общей категорией F48.8 («Другие уточнённые невротические расстройства») и описывается как культурно-специфическое расстройство.

## Ранние упоминания
Самое раннее упоминание о лата находится в журнале Дж. Р. Логана за 1849 год, сделано оно во время путешествия Логана из Мелаки в Нанинг. К 1860-м годам случаи лата были описаны на территории Малайи и Явы. Очевидцы вначале связывали случаи лата с простым поражением головного мозга, поэтому изначально о лата поступало довольно мало сведений. Заметки О’Брайена начала и середины 1880-х годов представляют собой первое обобщение информации о лата. О’Брайен отметил, что лата чаще встречается у женщин, чем у мужчин, и возникновение синдрома более вероятно у женщин зрелого возраста, а не у молодых. Со времён первых отчётов европейских путешественников описания лата не изменились существенно ни в части течения болезни, ни в части подверженных ей демографических групп населения.
Британский колониальный администратор Фрэнк Светтенхэм описал лата в одном из выпусков своей серии эссе «Малайские скетчи» в 1895 году. Светтенхэм описывает, как двое полицейских с Амбона, отправленных в Селангор в 1874 году, были доведены до состояния изменённого аффекта розыгрышем со стороны коллег.
Сведения о лата в целом малочисленны, большинство записей о ней сделаны не профессиональными психиатрами, а профанами, непосредственно наблюдавшими данное психическое состояние, либо же описания в медицинской литературе составлялись post factum на основе рассказов очевидцев.

## Течение
Лата может оказывать разное влияние на людей; интенсивность реакции разнится от человека к человеку. Развивается лата в течение длительного периода времени, часто началу предшествует дистресс. В подавляющем большинстве страдают лата женщины старшего и среднего возраста, не вступавшие в сексуальные связи или не удовлетворённые своей половой жизнью. Заболевание обычно происходит во время менопаузы. Лата реже встречается у знатных малайзицев и яванцев, вероятно, это связано с тем, что представители высшего общества склонны в большей степени сдерживать свои эмоции, нежели представители низших социальных слоёв. Эпизод лата начинается после испуга или сильного изумления, лата могут вызвать тычок, крик или стук падающего на пол предмета. Во время приступа лата человек матерится, грубо и непристойно выражается, передразнивает слова и жесты окружающих или даже виденных по телевизору людей, часто легко внушаем и подчиняется любым командам, какими бы аморальными и неприемлемыми они ни были. Это происходит на фоне резко выраженного моторного возбуждения, сопровождающегося галлюцинациями. Происходящее во время психоза обычно амнезируется. Как и при амоке, при лата наблюдается нарушение сознания, поскольку симптомами лата являются амбулаторный автоматизм с эхолалиями и эхопраксиями, которые затем подвергаются амнезии.

## Возможные причины
Проявление лата часто связано со стрессом. В исследовании, проведённом Таннером и Чемберлендом в 2001 году, значительное число респондентов испытали в жизни стрессовую ситуацию (например, связанную с ребёнком или смертью мужа), прежде чем у них возникла лата. Кроме того, большое количество участников разных исследований сообщали о странных снах, виденных накануне лата. Эти сны, как правило, имели сексуальный характер, часто больные видели в них большого размера пенисы. По словам Таннера и Чемберленда, возможно, эти сны указывают на какие-либо дисфункции в репродуктивной сфере. Осборн (2001 год) утверждает, что лата представляет собой своего рода эмоциональную отдушину в окружающей гнетущей культурной атмосфере. Винзелер полагает, что лата менее унизительна для женщин, чем для мужчин, и что женщины на самом деле имеют больше свободы в обществе, потому что к ним не предъявляют таких строгих требований, как к мужчинам. Он утверждает, что с возрастом мужчины становятся всё более озабоченными собственным достоинством и статусом в обществе, в то время как женщин год от года это заботит всё меньше. Из-за этого женщины чувствуют себя вправе впадать в состояние лата, в то время как для мужчин это неприемлемо. Одной из возможных причин возникновения синдрома считается суггестивное воздействие.
Высказывались предположения, что лата следует считать острой формой кататонической шизофрении или формой истерической реакции на фоне чрезмерной внушаемости пациента. М. Тетюшкин отмечает, что эхолалия и эхопраксия при кататоническом возбуждении отличаются от таковых при лата, поскольку у шизофреников данные симптомы обусловлены внутренними причинами, а у страдающих лата они являются реакцией на внешнюю психотравмирующую ситуацию. Также было отмечено сходство лата с сумеречным помрачением сознания эпилептиков и состоянием транса. Й. Стоименов с И. Рачевым считают, что лата — это синдром, характерный для нескольких психических расстройств, а не самостоятельная нозологическая единица. Г. Мерфи полагает, что некоторые способы воспитания малайзийских и индонезийских детей делают их более предрасположенными к внушаемости, которая по мере взросления связывается с репродуктивной функцией. Г. Б. Дерягин предполагает, что лата выступает в качестве заместительной формы полового удовлетворения.

## Малайская реакция на лата
Местное население Малайского архипелага воспринимает лата как проявление экстравагантного поведения, а не патологию. Когда малайцев спрашивали, почему женщины чаще страдают лата, они отвечали, что у женщин меньше 'semangat', или количества души. Они также отмечают, что женщину просто легче вывести из себя, чем мужчину. Это также объясняет более высокую распространённость лата среди лиц низкого социального статуса, так как они более уязвимы для издевательств, чем представители более высоких страт. Малайцы также полагают, что женщины более восприимчивы, потому что из-за менструаций они теряют за жизнь больше крови, чем мужчины. Некоторые малайцы считают, что переизбыток щекотки в детстве делает ребёнка более предрасположенным к лата во взрослой жизни.

## В популярной культуре
Уильям Сьюард Берроуз упоминает лата в своём романе 1959 года «Голый завтрак» как пародию на человека современной массовой культуры, которому навязывают рекламу и общественную мораль, заключает Эрик Моттрам. Берроуз описал лата с эхопраксией, а также указал на то, что возникает она в результате насильственного воздействия, а не спонтанно.